# Kalix
Kalix (švédsky Kalix älv nebo Kalixälven) je řeka na severu Švédska (Norrbotten). Celková délka toku činí 450 km (od pramene zdrojnice Kaitum). Plocha povodí měří 17 900 km².

## Průběh toku
Pramení na svazích nejvyšší švédské hory Kebnekaise. Vytváří četné vodopády, z nichž nejznámější je Pahakurkio. Na horním toku protéká celou řadou jezer včetně Paittasjarvi. Ústí do Botnického zálivu Baltského moře.

## Vodní režim
Nejvyšší vodnosti dosahuje v létě. Zamrzá od listopadu do začátku května.

## Využití
Její potenciál vodní energie není využitý. Je splavná pro vodáky.